# Miracle à Milan
Pour plus de détails, voir Fiche technique et Distribution.
Miracle à Milan (Miracolo a Milano) est un film italien sorti en 1951, réalisé par Vittorio De Sica et Cesare Zavattini d'après le roman de ce dernier. 
Le film suit Toto qui a été trouvé dans les choux de son potager par une vieille femme nommée Lolotta qui va l'élever. Après son décès, il passe sa jeunesse dans un orphelinat et en sort certes pauvre mais en restant un gentil garçon. Il fait le bien autour de lui, organisant un vrai bidonville pour des clochards. Or, sur ce terrain, le pétrole affleure et le clochard Rapi va trouver un riche homme d'affaires pour lui révéler son secret moyennant finances… L'homme d'affaires rachète le terrain et veut en chasser les habitants. C'est alors que Lolotta s'évade du paradis pour donner à Toto la colombe qui exaucera tous ses vœux. Celui-ci sauve le bidonville grâce à la colombe mais, après bien des malheurs, les clochards s'en vont vivre au paradis, le seul endroit où ils peuvent être heureux.
Palme d'or au festival de Cannes 1951, le film se développe comme une sorte de conte de fées ayant pour protagoniste un jeune orphelin qui rêve d'un monde où « Bonjour, cela veut vraiment dire bonjour ». Il finit par se lier d'amitié avec des pauvres gens, se fiance à Edvige et c'est lui qui les conduira au dénouement sur le parvis du dôme de Milan, sur la piazza del Duomo bondée d'éboueurs auxquels ils voleront des balais pour s'envoler à califourchon sur ces montures improvisées vers un pays imaginaire tant désiré.

## Synopsis

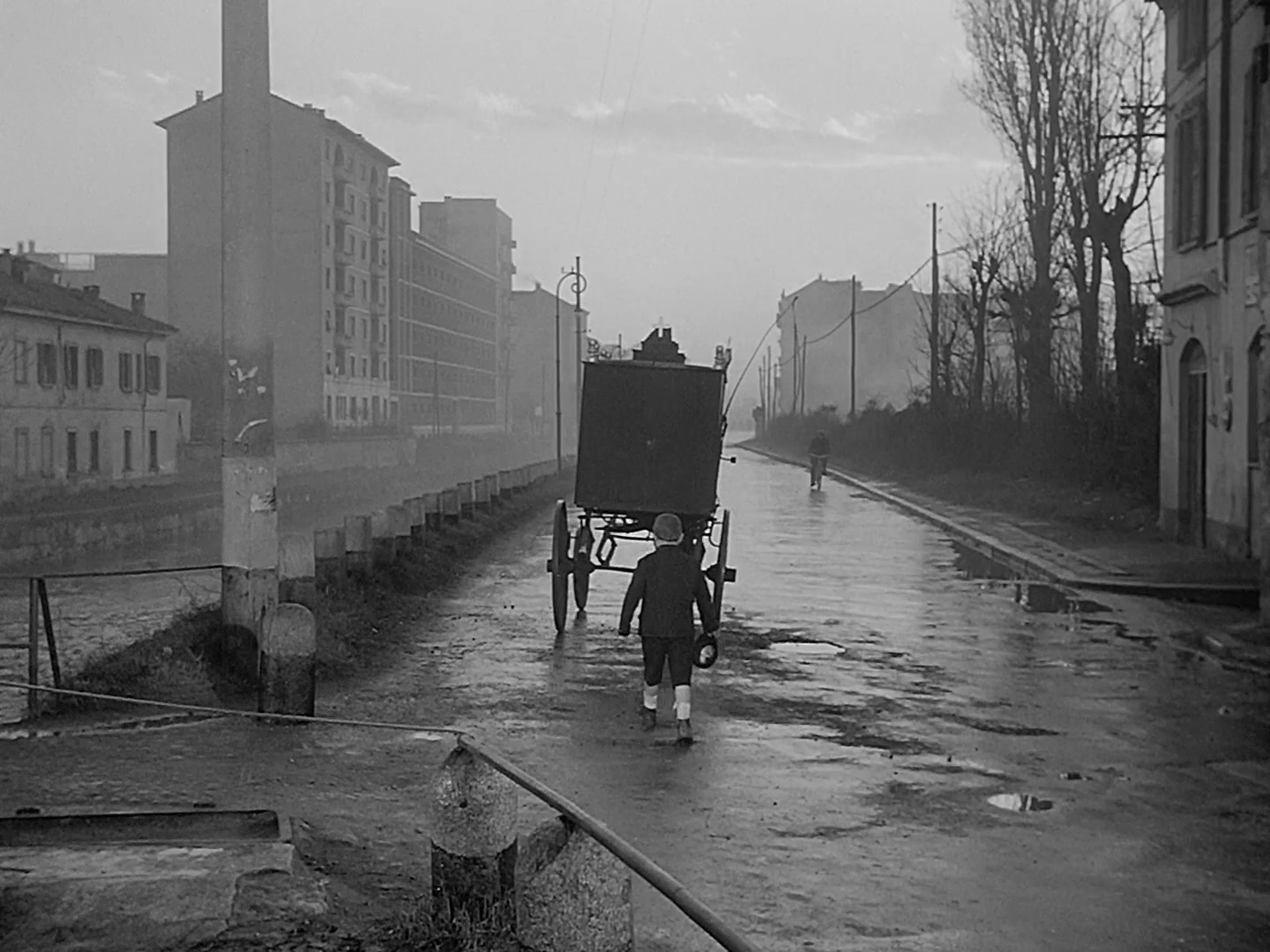
Une scène du film.

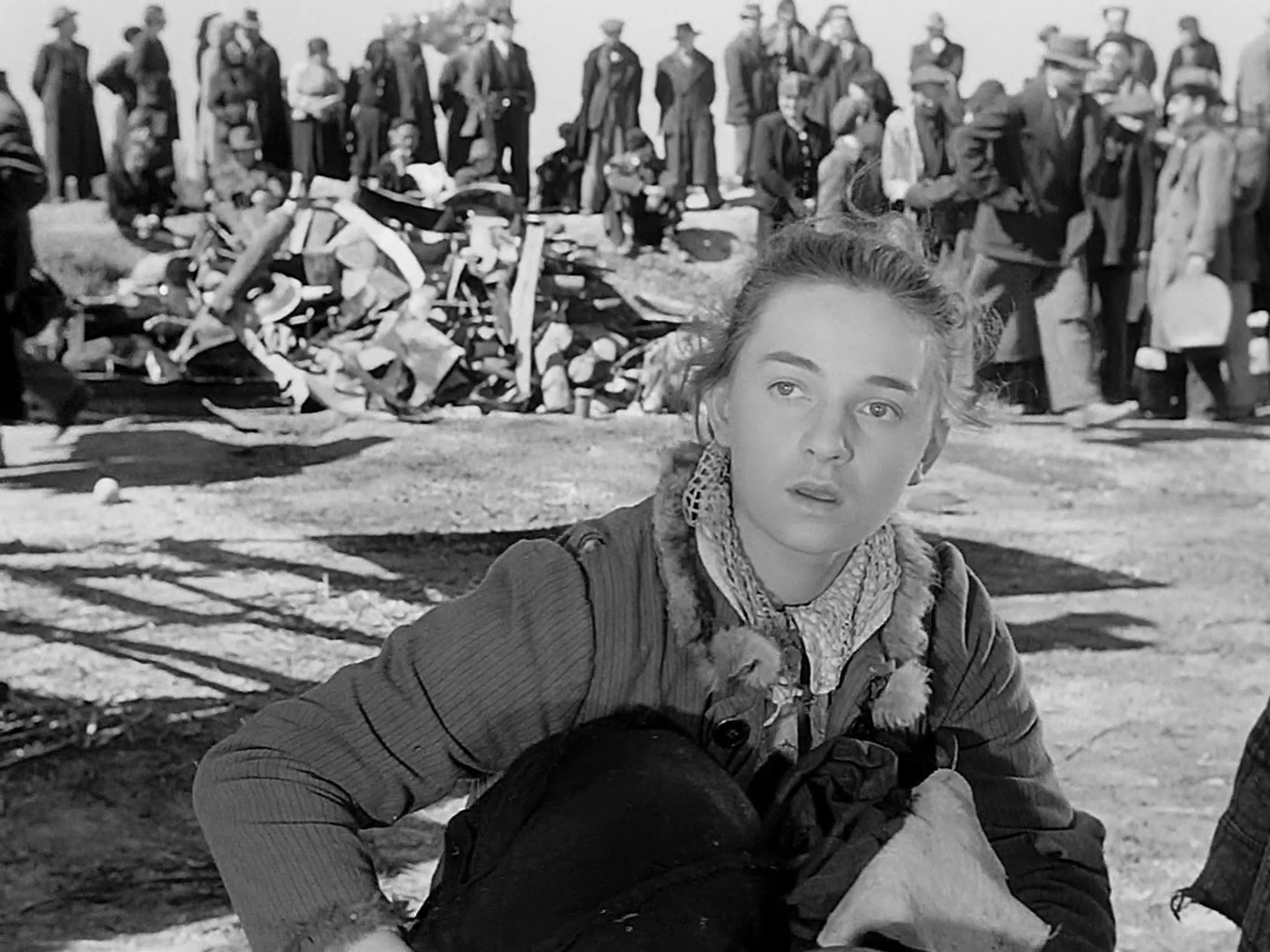
Brunella Bovo dans une scène du film.

Lolotta, une femme âgée, est en train d'arroser son potager dans la banlieue de Milan, lorsqu'elle entend, parmi les légumes, le cri d'un nouveau-né. Elle trouve un bébé abandonné sous un chou et le ramène chez elle pour s'en occuper : la femme décide alors de l'appeler Totò.
Les années passent, Lolotta tombe malade et meurt. Après ses funérailles, Totò est emmené dans un orphelinat d'où il sort après avoir atteint sa majorité.
En errant dans la ville à la recherche d'un emploi, Totò se fait voler sa valise. S'en rendant compte, Totò poursuit le voleur jusqu'à ce qu'il l'arrête, et après une explication du geste, le voleur et Totò deviennent amis. Le voleur, qui s'appelle Alfredo, invite Totò à le suivre dans sa maison.
La maison d'Alfredo n'est en fait qu'un abri de fortune fait de vieilles tôles, dans un bidonville de banlieue. Au cours des mois suivants, Totò, avec l'aide des différents occupants de la zone, construit un petit village de cabanes, où ceux qui ont tout perdu pendant la guerre trouvent un foyer. Parmi ces personnages, Totò rencontre une famille d'apparence noble, accompagnée de leur servante Edvige. Totò s'éprend immédiatement de la jeune fille, qui lui rend la pareille avec un vif intérêt.
Entre-temps, plusieurs voitures de luxe arrivent au bidonville, d'où descendent l'ancien propriétaire du terrain, M. Brambi, et le nouveau propriétaire, un certain Mobbi.
Lors de la fête d'inauguration du bidonville, on découvre qu'il y a du pétrole dans le sol en dessous. Rappi, l'un des habitants du bidonville, se rend chez M. Mobbi avec un bidon rempli du précieux liquide.
Mobbi se précipite immédiatement sur le bidonville accompagné d'une petite armée avec la ferme intention d'en chasser les occupants. Dans le bidonville et le brouillard des gaz lacrymogènes, Totò grimpe sur un mât de cocagne. Il entend alors une voix qui l'appelle et, levant les yeux, il aperçoit la silhouette de Lolotta sous la forme d'un ange. Lolotta, le saluant, lui tend une colombe magique, capable d'exaucer tous ses vœux.
Avec l'aide de la colombe, Totò parvient à se débarrasser des hommes de Mobbi et à exaucer de nombreux souhaits des habitants, mais à l'aube d'un nouveau jour, Mobbi revient en force au camp. Entre-temps, les anges ont réussi à reprendre la colombe, empêchant ainsi Totò de l'utiliser pour défendre ses amis contre le nouvel assaut. Mobbi en profite pour faire monter tous les occupants sur des charrettes tirées par des chevaux et les conduire à la piazza del Duomo.
En chemin, Lolotta parvient à remettre la colombe entre les mains de Totò, qui parvient ainsi à libérer tous ses amis.

## Fiche technique
- Titre français : Miracle à Milan
- Titre original : Miracolo a Milano
- Réalisation : Vittorio De Sica

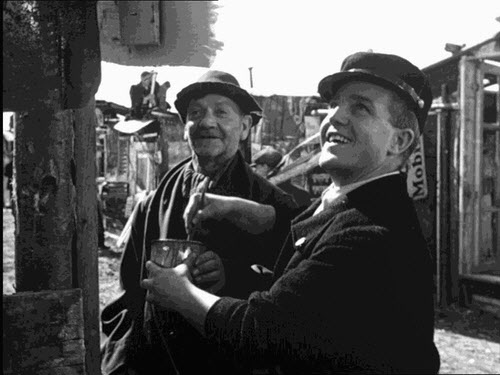
Arturo Bragaglia et Checco Rissone.

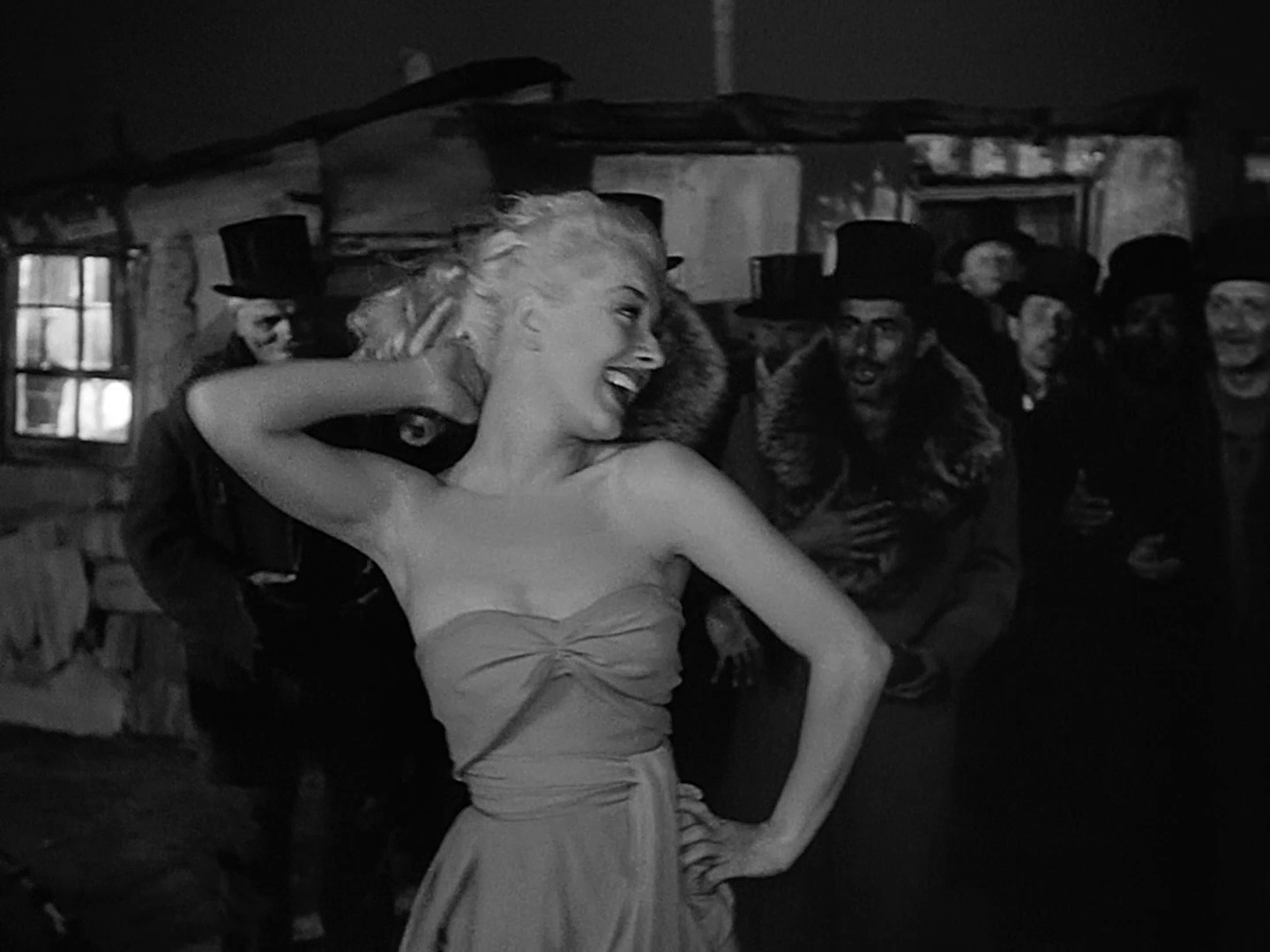
Alba Arnova.

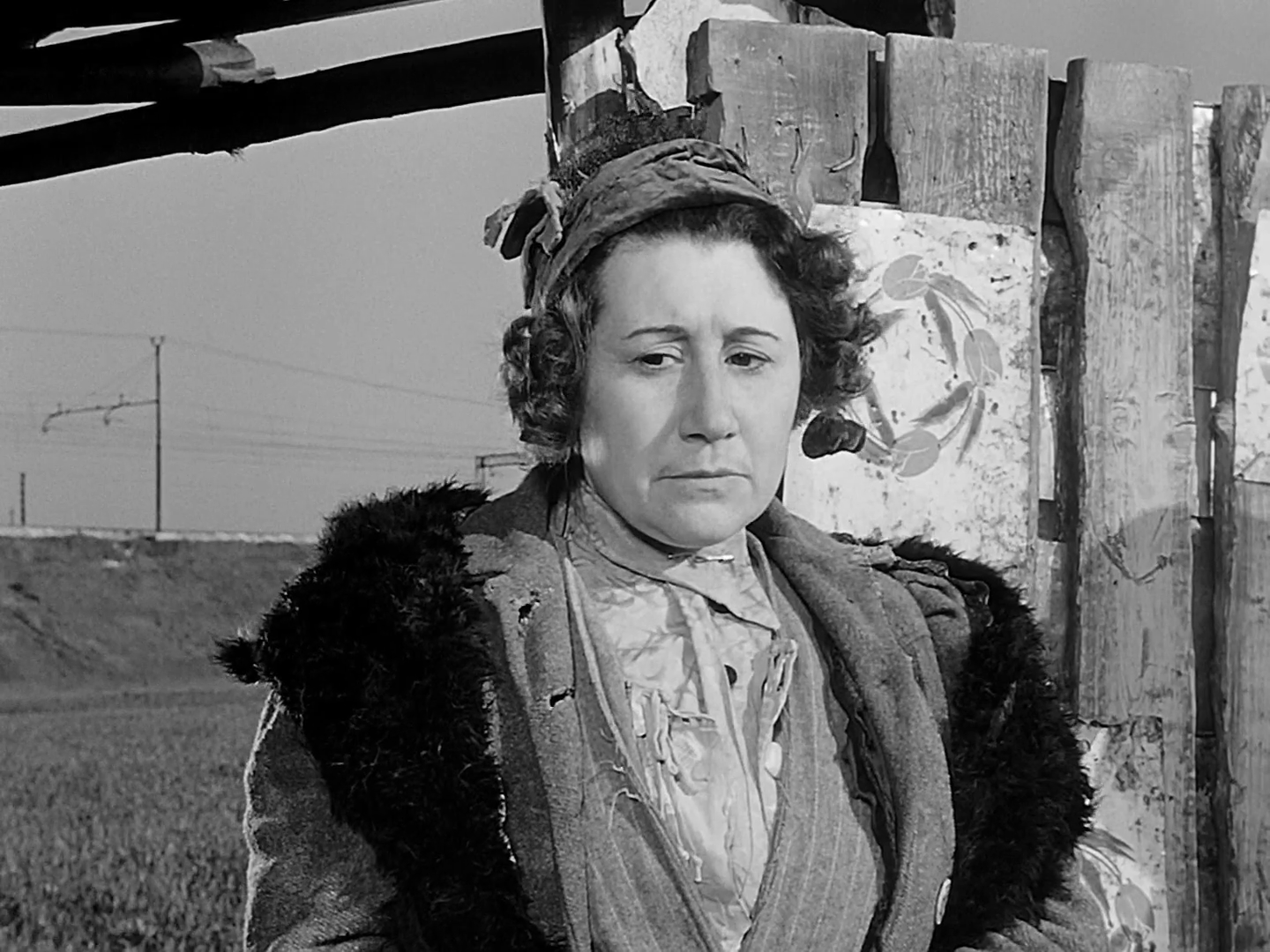
Anna Carena.

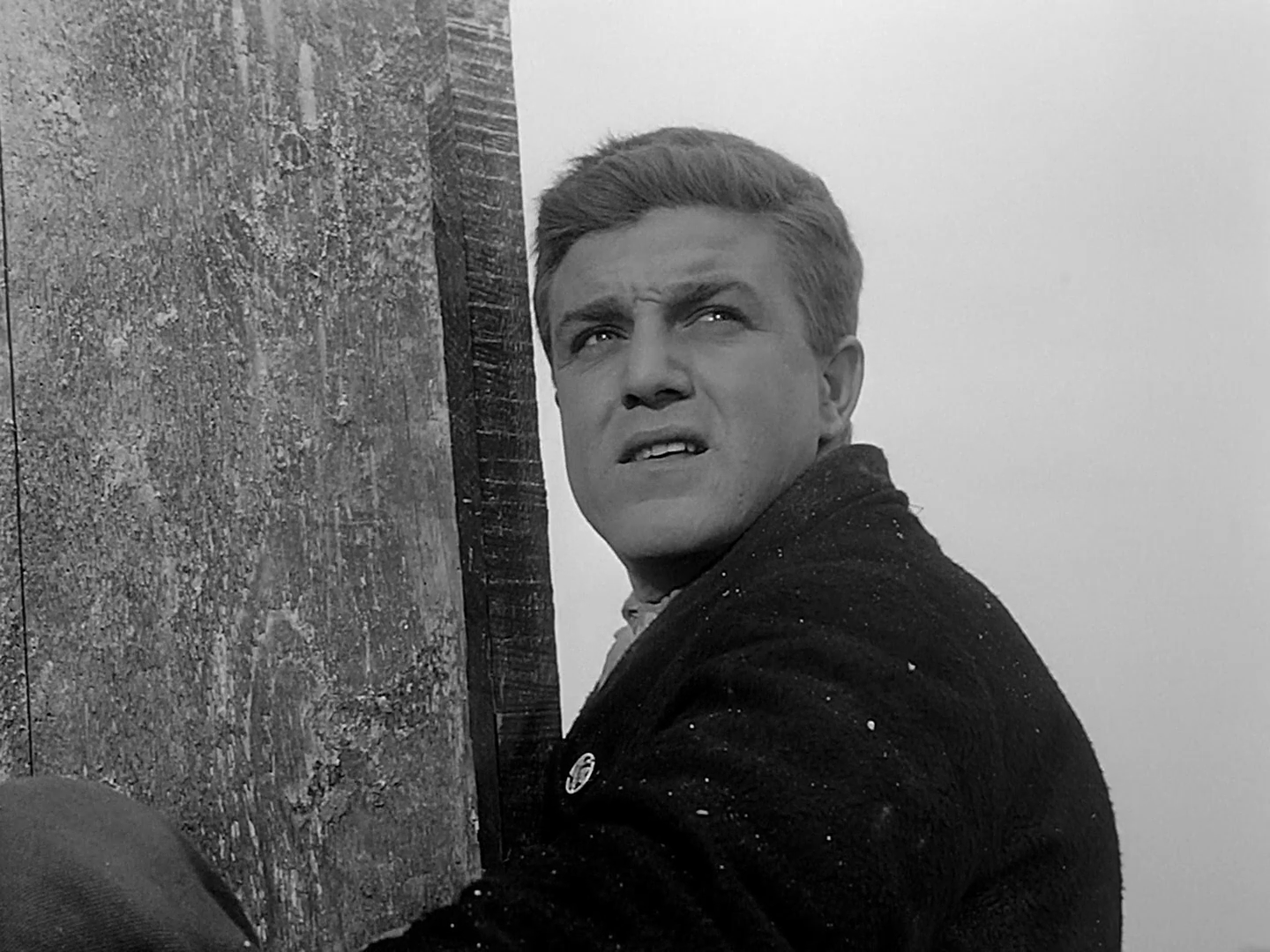
Francesco Golisano.

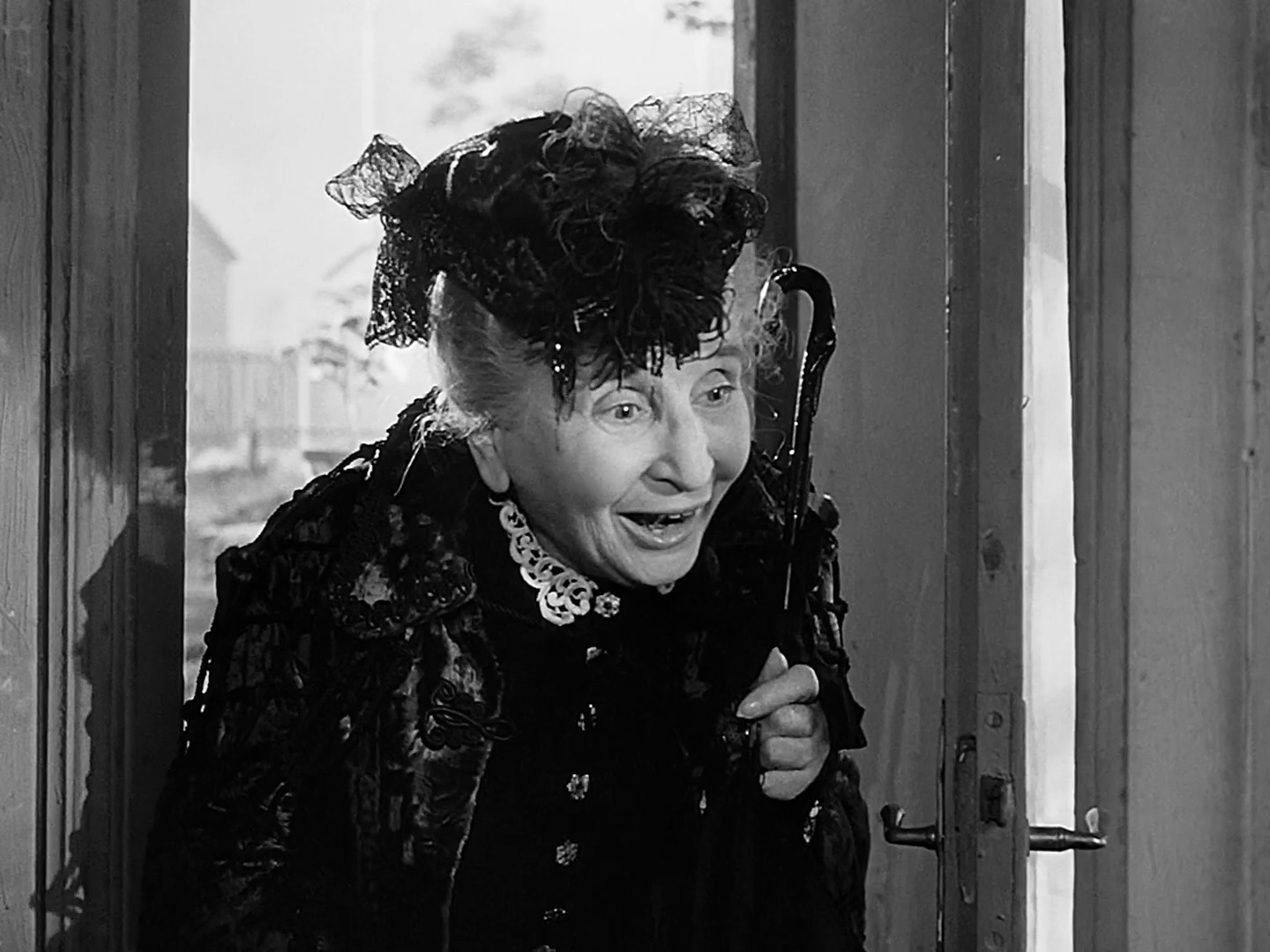
Emma Gramatica.

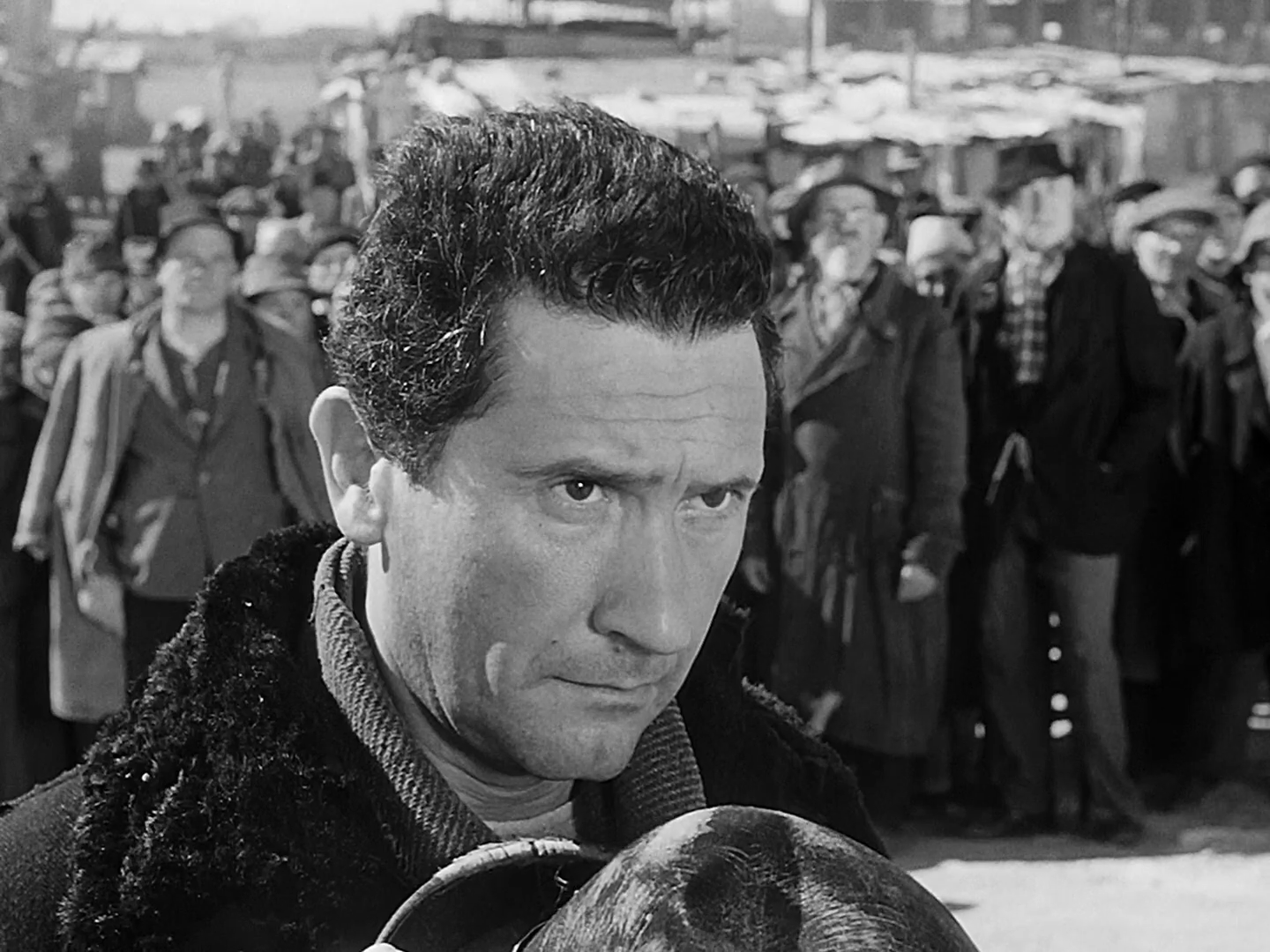
Paolo Stoppa.

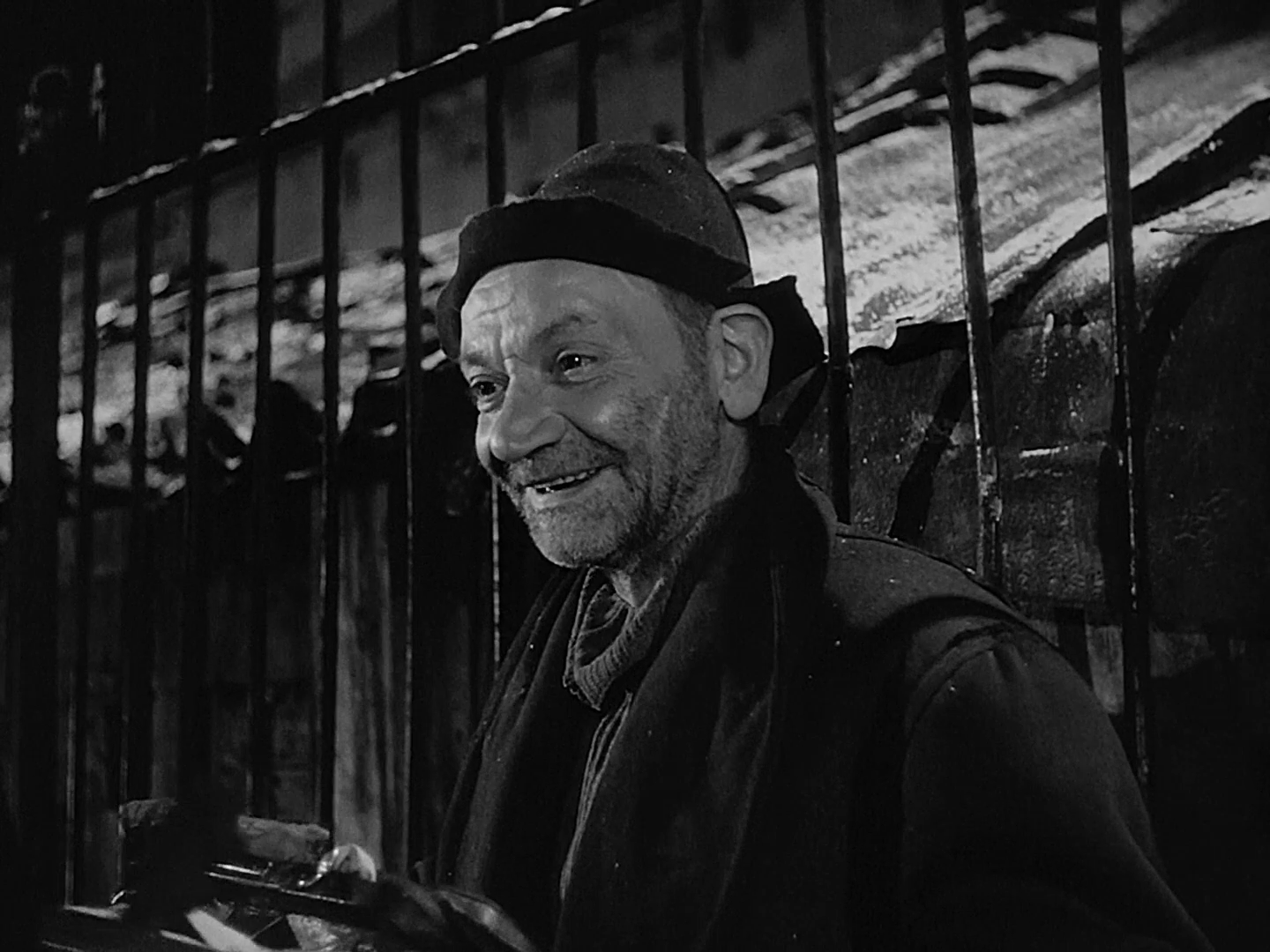
Arturo Bragaglia.

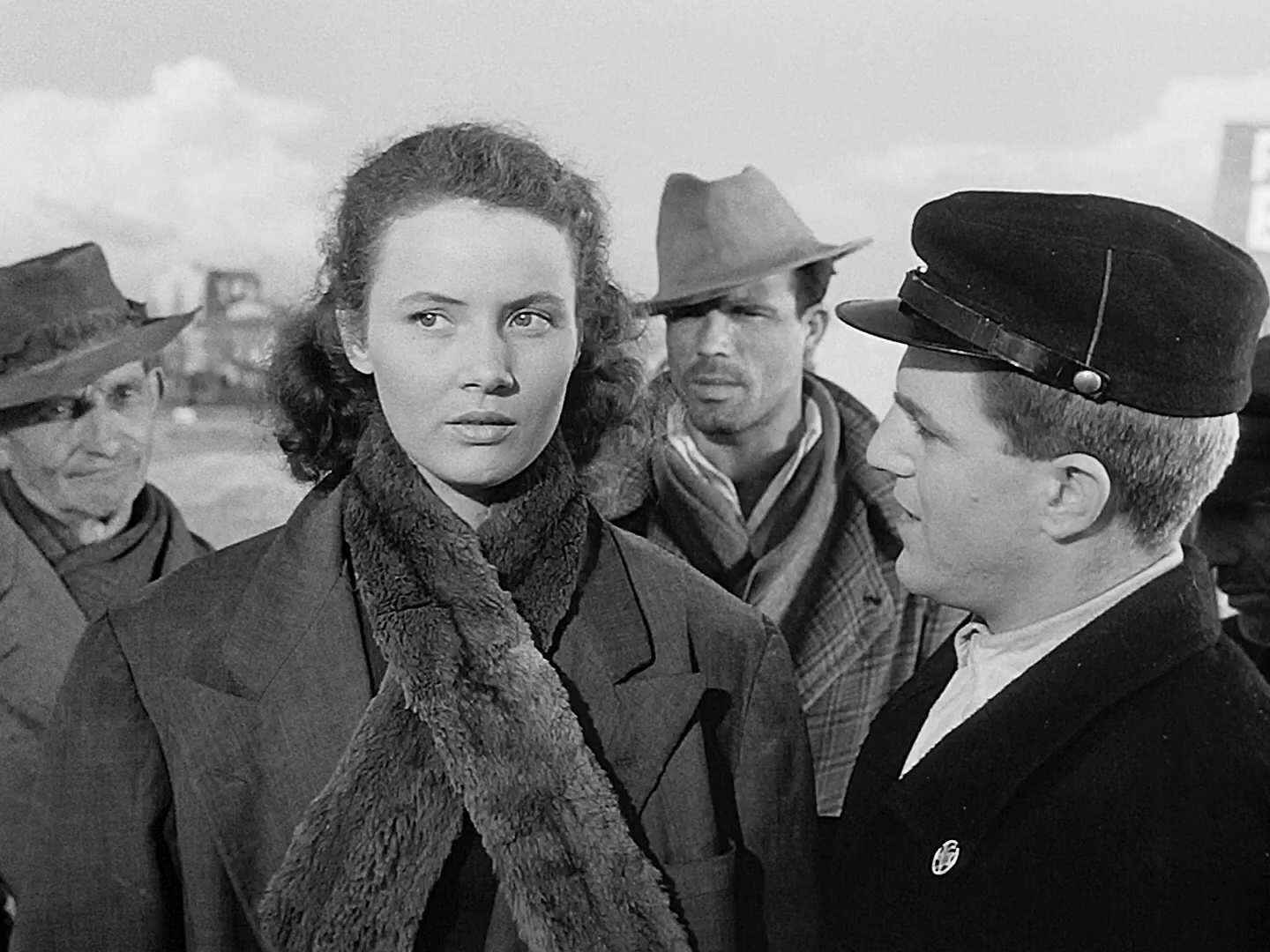
Flora Cambi et Francesco Golisano.

- Scénario : Vittorio De Sica, Suso Cecchi D'Amico, Mario Chiari, Adolfo Franci et Cesare Zavattini, d'après son roman Totò il buono
- Photographie : Aldo Graziati
- Montage : Eraldo Da Roma
- Musique : Alessandro Cicognini
- Son : Bruno Brunacci
- Décors : Guido Fiorini
- Costumes : Mario Chiari
- Effets spéciaux : Ned Mann
- Production : Vittorio De Sica
- Directeur de production : Umberto Scarpelli
- Société de production : Società Produzioni De Sica, Ente nazionale industrie cinematografiche (ENIC)
- Pays d'origine :  Italie
- Genre : Comédie dramatique
- Dates de sortie :  
  - Italie : 8 février 1951
  - France : 21 novembre 1951
- Affiche : Boris Grinsson (France)

## Distribution
- Francesco Golisano : Totò
- Emma Gramatica : Lolotta, la fée
- Paolo Stoppa : Rappi
- Guglielmo Barnabò : Mobbi
- Brunella Bovo : Edvige
- Anna Carena : Marta
- Alba Arnova : la statue qui prend vie
- Flora Cambi : l'amoureuse malheureuse
- Virgilio Riento : le sergent des gardes
- Arturo Bragaglia : Alfredo
- Erminio Spalla : Gaetano
- Riccardo Bertazzolo : l'athlète
- Angelo Prioli : le commandant
- Francesco Rissone : le commandant en second
- Egisto Olivieri : un pauvre
- Renato Navarrini  : Giovanni le secrétaire de Mobbi
- Giuseppe Berardi : Giuseppe le voyant
- Enzo Furlai : Brambi
- Walter Scherer : Arturo

## Voix françaises
- Fernand Rauzena (l'athlete)
- Gilberte Aubry (la fille amoureuse)
- Lucien Bryonne  (un pauvre )
- Claude Peran (le pauvre avec les rhumatismes )
- Jacques Berlioz (Mobbi)
- Jean Berton (Rappi)
- Cécile Didier (Lolotta)
- Paul Ville (un homme petit)
- Claude Peran (Brambi)
- Richard Francoeur (Giuseppe le voyant)
- Jean-Henri Chambois (un passant)

## Production

### Genèse et développement
Adapté du roman Totò il buono (it) de Cesare Zavattini, Miracle à Milan est le fruit d'une longue collaboration entre Zavattini et De Sica, à qui l'on doit d'autres films de la période néoréaliste comme Umberto D., Sciuscià et Le Voleur de bicyclette. Le roman, publié par Bompiani en 1943, après être paru sous forme de feuilleton dans l'hebdomadaire Tempo, était le développement d'un script de trois pages écrit par Zavattini et Totò en 1940.
Le titre provisoire du film était I poveri disturbano, titre qui a été modifié sous la pression des producteurs et de certains hommes politiques qui voyaient dans le néoréalisme une mauvaise carte de visite de l'Italie à l'étranger.
Principalement en raison des effets spéciaux, confiés à des techniciens américains (notamment le fameux vol final sur des balais et les images transparentes de l'esprit de la mère et des anges), le budget final s'élève à environ 180 millions de lires, soit trois fois ce qu'avait coûté Le Voleur de bicyclette, et qui a occasionné une dette qui tourmentera le réalisateur-producteur pendant plusieurs années.

### Tournage
Le film a été tourné à Milan, près de la gare de Lambrate,. Le tournage a eu lieu entre février et juin 1950.

## Accueil critique et postérité
Dès sa sortie en salles, Miracle à Milan est accueilli négativement par les progressistes et les conservateurs : en effet, les premiers le jugent trop évangélique et angélique ; les autres le considèrent comme un film subversif et « d'inspiration communiste ». Ce qui n'a probablement plu à personne, c'est le choix d'avoir des clochards improductifs et fêtards comme protagonistes d'un film.
Bien que De Sica ait affirmé qu'il était cohérent avec ses œuvres immédiatement précédentes, certains critiques ont identifié la prévalence de l'empreinte de Zavattini dans le film ; d'où le goût pour les contrastes forts — en particulier entre les pauvres et les riches —, les influences surréalistes, le détachement du néoréalisme en faveur d'un réalisme fantastique, avec des « références évidentes aux films muets, au burlesque, à la pantomime, au cirque, aux bandes dessinées et aux dessins animés ».
Les Cahiers du cinéma ont placé le film 3e de leur top 10 de l'année 1951.
Gabriel García Márquez a révélé dans une interview qu'il ne pouvait pas se priver de cinéma car c'est le néoréalisme de Miracle à Milan qui a inspiré sa façon de faire de la littérature, de donner vie au « réalisme magique » ou « réalisme fantastique » qui rendra son monde mythique et caractérisera son écriture et celle de toute une génération. Ce sont les images du néoréalisme italien qui ont donné vie au monde magique de Cent Ans de solitude.
D'après Giancarlo Giannini, la scène du décollage en balai du parvis du dôme de la piazza del Duomo a inspiré à Steven Spielberg la scène des enfants qui s'envolent sur leurs bicyclettes dans le film E.T., l'extra-terrestre,.
En avril 2019, une version restaurée du film a été sélectionnée pour être présentée dans la section Cannes Classics du festival de Cannes 2019.

## Distinctions
- 1951 : Palme d'or au 4e Festival de Cannes (ex æquo avec Mademoiselle Julie d'Alf Sjöberg)[11]
- 1951 : Ruban d'argent du meilleur décor pour Guido Fiorini
- 1951 : NYFCC Award du meilleur film étranger